# Grandview (condado de Brule, Dakota del Sur)
Grandview es un territorio no organizado ubicado en el condado de Brule en el estado estadounidense de Dakota del Sur. En el Censo de 2010 tenía una población de 24 habitantes y una densidad poblacional de 0,3 personas por km².

## Geografía
Grandview se encuentra ubicado en las coordenadas 43°37′42″N 99°18′57″O / 43.62833, -99.31583. Según la Oficina del Censo de los Estados Unidos, Grandview tiene una superficie total de 78.95 km², de la cual 59 km² corresponden a tierra firme y (25.27%) 19.95 km² es agua.

## Demografía
Según el censo de 2010, había 24 personas residiendo en Grandview. La densidad de población era de 0,3 hab./km². De los 24 habitantes, Grandview estaba compuesto por el 100% blancos, el 0% eran afroamericanos, el 0% eran amerindios, el 0% eran asiáticos, el 0% eran isleños del Pacífico, el 0% eran de otras razas y el 0% pertenecían a dos o más razas. Del total de la población el 0% eran hispanos o latinos de cualquier raza.